# Varpa sexpunctata
Varpa sexpunctata är en fjärilsart som beskrevs av Aurivillius 1925. Varpa sexpunctata ingår som enda art i släktet Varpa och familjen Crambidae. Inga underarter finns listade i Catalogue of Life.